# Zosterop de les Visayas
El zosterop de les Visayas (Dasycrotapha pygmaea) és un ocell de la família dels zosteròpids (Zosteropidae).

## Hàbitat i distribució
Habita boscos, clars i vegetació secundària de les terres baixes de les illes Leyte i Samar, a les Filipines.